# ジャンニ・モッタ

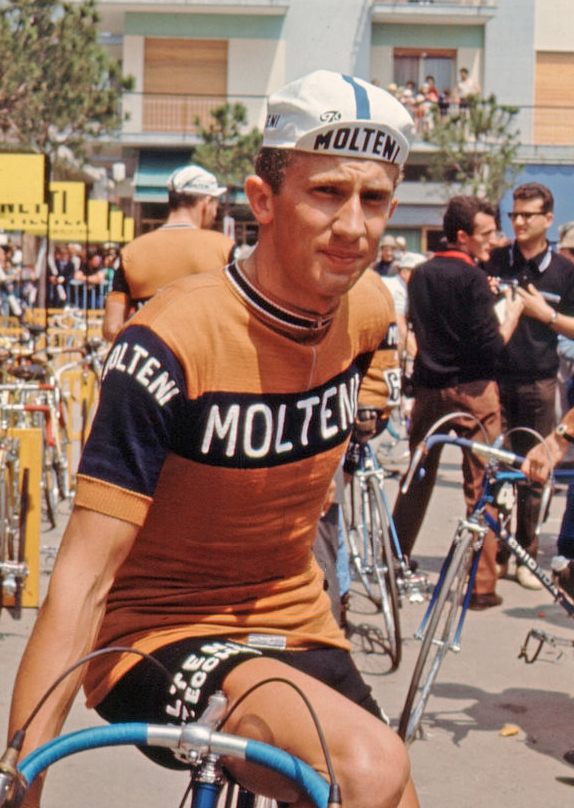
ジャンニ・モッタ, 1966

ジャンニ・モッタ（Gianni Motta、1943年3月13日 - ）は、イタリア、カッサーノ・ダッダ出身の元自転車競技（ロードレース）選手。

## 経歴
1964年から1976年までプロ生活を送り、1966年のジロ・デ・イタリア総合優勝の他、1964年のジロ・ディ・ロンバルディア、トレ・ヴァッリ・ヴァレジーネ3連覇など、ワンデイレースの優勝も多数経験した名レーサー。引退後は主に自転車ビルダーとして活動し、自身の名前のフレームをブランドとして確立した。

## 主な優勝実績
1964
ジロ・ディ・ロンバルディア
コッパ・ベルノッキ
トロフェオ・バラッキ
ジロ・デ・イタリア 区間1勝
ツール・ド・ロマンディ 区間1勝
1965
トレ・ヴァッリ・ヴァレジーネ
グランプリ・デュ・ミディ・リブル区間1勝
1966
ジロ・デ・イタリア
 総合優勝
 ポイント賞（初代）
区間2勝
ツール・ド・ロマンディ
総合優勝、区間1勝
ジロ・ディ・ロマーニャ
トレ・ヴァッリ・ヴァレジーネ
パリ〜ルクセンブルク 区間1勝
1967
ツール・ド・スイス
総合優勝、区間2勝
ミラノ〜トリノ
ツール・ド・ロマンディ 区間1勝
トレ・ヴァッリ・ヴァレジーネ
1968
ジロ・デッラッペンニーノ
ジロ・デッレミリア
ツール・ド・ロマンディ 区間1勝
1969
ジロ・デッレミリア
1970
ジロ・デッラッペンニーノ
トレ・ヴァッリ・ヴァレジーネ
1971
ツール・ド・ロマンディ
総合優勝、区間1勝
ジロ・デッレミリア
ティレノ〜アドリアティコ 区間1勝
1972
ジロ・デ・イタリア 区間1勝
1973
ジロ・デ・イタリア 区間1勝
1974
ジロ・ディ・プリア 区間1勝